# Rivière aux Cailloux
Pour les articles homonymes, voir Cailloux.
La rivière aux Cailloux est un cours d'eau de l'île d'Anticosti (Québec, Canada) se jetant dans le golfe du Saint-Laurent Il est entièrement localisé dans la municipalité de L'Île-d'Anticosti.
Le cours de la partie intermédiaire de ce cours d'eau délimite la zone ouest de la SÉPAQ Anticosti.
La route forestière (sens est-ouest) principale de l'île d'Anticosti dessert la partie supérieure de cette vallée. Des routes secondaires se rattachent à cette route principales, ainsi que vers l'ouest à un réseau routier forestier pour les besoins de la foresterie.

## Géographie
La rivière aux Cailloux tire sa source au lac Noël (longueur: 0,8 km; altitude: 111 m) situé au centre-ouest de l'île d'Anticosti. Ce lac est entouré de marais. L'embouchure du lac Noël est située à:
- 43,2 km au nord-est du centre-ville du village de Port-Menier;
- 4,7 km au sud de la rive nord de l'île d'Anticosti;
- 21,7 km au nord de la rive sud de l'île d'Anticosti[3].

À partir de sa source, la rivière aux Cailloux coule vers le sud entre la rivière Sainte-Marie (située du côté ouest) et la rivière Sainte-Anne (située du côté est). Son cours descend sur 27,3 km vers le sud avec une dénivellation de 110 m, selon les segments suivants:
Partie supérieure de la rivière aux Cailloux (segment de 10,1 km)
- 1,6 km d'abord vers le sud en traversant une étroite zone de marais jusqu'au lac Lejeune (longueur: 0,86 km; altitude: 108 m) qu'il traverse sur 0,3 km vers le sud-ouest;
- 5,4 km vers le sud en passant sous le pont de la route principale (sens est-ouest) de l'île, en recueillant deux ruisseaux (venant du nord-est), jusqu'à un coude de rivière; en formant un crochet vers le sud-ouest, jusqu'à un coude de rivière;
- 3,1 km vers le sud-est en recueillant deux ruisseaux (venant du nord-est), jusqu'à un coude de rivière; en tournant vers le sud-ouest, puis formant une boucle vers le nord où il recueille un ruisseau (venant du nord), jusqu'à la rive nord du lac aux Cailloux;

Partie inférieure de la rivière aux Cailloux (segment de 17,2 km)
- 11,2 km vers le sud en traversant d'abord le lac aux Cailloux (longueur: 1,2 km; altitude: 62 m), relativement en ligne droite, en recueillant la décharge (venant du nord-est) du lac Perdu, et en recueillant un ruisseau (venant du nord-est), jusqu'à la partie sud du territoire de la SÉPAQ. Note: À partir de la moitié du lac aux Cailloux, le cours de la rivière aux Cailloux délimite la partie ouest de la SÉPAQ Anticosti;
- 6,0 km vers le sud, d'abord en recueillant la décharge (venant de l'ouest) du Petit lac aux Cailloux, jusqu'à son embouchure[3].

La rivière aux Cailloux se déverse sur la rive sud de l'île d'Anticosti, soit à 3,5 km à l'est de Cap Sainte-Marie, à 3,0 km à l'ouest de l'Anse Sainte-Anne où se déverse la rivière Sainte-Anne et à 39,6 km à l'est du centre du village de Port-Menier.

## Toponymie
Cette désignation toponymique parait dans le livre de 1904, intitulé « Monographie de l'île Anticosti ». Ce toponyme parait aussi sur une carte de 1955 de la compagnie Consolidated Bathurst.
Le toponyme « rivière aux Cailloux » a été officialisé le 12 septembre 1974.